# Przetoka gardłowo-skórna
Przetoka gardłowo-skórna (łac. fistula pharyngocutanea) – jest jednym z powikłań po laryngektomii całkowitej. Jej częstość według różnych autorów jest zróżnicowana i wynosi od 7,6% do 50%. Najczęściej przetoka gardłowo-skórna powstaje w pierwszym tygodniu po laryngektomii. Przyczyn powstawania przetok gardłowo-skórnych jest wiele. Do najczęstszych z nich należą:
- wcześniejsze wykonanie tracheotomii
- stany niedożywienia
- stan po radioterapii na okolicę szyi (najczęściej wcześniejsze leczenie raka krtani)
- brak marginesów (dodatni wynik) w preparacie operacyjnym usuniętych tkanek
- zakażenie rany
- obecność komórek nowotworowych w brzegach rany po laryngektomii
- zbyt wczesne odżywianie doustne (rozejście się rany zszytego gardła)
- wymioty po laryngektomii

## Objawy
- obrzęk i zaczerwienienie brzegów rany operacyjnej
- tkliwość, bolesność rany
- wyciek ropy lub śliny po otwarciu rany
- samoistne rozejście się rany z wyciekiem śliny lub treści ropnej
- wznowa choroby nowotworowej w ranie

## Diagnostyka
Zwykle opiera się na badaniu: rozejście się brzegów rany i inne typowe objawy potwierdzają rozpoznanie. Niekiedy można zastosowac próbę prowokacyjną: test połykania wodnego roztworu gencjany. Jej obecność w ranie potwierdza obecność przetoki. Celem określenia zakażenia przetoki niekiedy pobiera się wymaz z rany do badania mikrobiologicznego.

## Leczenie
- sonda odżywcza do żołądka – celem odbarczenia gardła, w którym jest przetoka
- zakaz przyjmowania pokarmów stałych i płynnych drogą doustną
- codzienna toaleta rany (zmiany opatrunków nawet 2x dziennie) – dokładne przemywanie rany, z odsysaniem treści wydobywającej się przez przetokę, pobudzanie do ziarninowania, opatrunek uciskowy
- antybiotykoterapia drogą parenteralną
- w przypadku niezamknięcia się przetoki należy rozważyć jej zamknięcie operacyjne (zwykle po 3 tygodniach, według niektórych autorów[według kogo?] po 6)

## Rokowanie
Leczenie dużych przetok wymaga często pracochłonnej wielomiesięcznej pielęgnacji. Mimo to rokowanie jest dobre. Zwykle przetoki zamykają się samoistnie lub zamykane są operacyjnie. Niepewne rokowanie występuje, gdy w brzegach rany doszło do wznowy choroby nowotworowej.